# Peleusboll

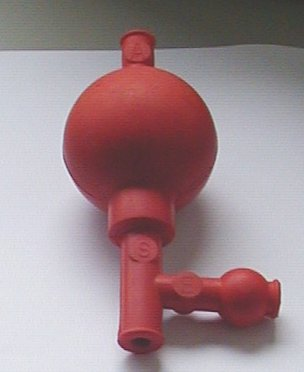
En peleusboll. Pipetten ansluts till den nedersta anslutningen.

Figur 2. Principskiss av peleusboll.

En peleusboll är ett pipetteringshjälpmedel gjort av gummi.
En peleusboll består av en ihålig och ihopklämbar gummiboll försedd med tre gummianslutningar (varav en ansluts till en pipett), vardera försedd med en ventil som används för att dels reglera luftmängden i gummibollen. dels suga upp vätska i pipetten och dels släppa in luft från omgivningen för att tömma pipetten. För att dra upp vätska i en pipett, skall luften först pressas ut ur bollen genom att man klämmer ihop den då endast den översta ventilen (A i figur 2) är öppen. När den nedre ventilen (S) öppnas, vill gummibollen återgå till sin normala form och skapar därmed ett undertryck. Undertrycket i pipetten leder till att vätska sugs upp i denna. Den tredje ventilen (E) sitter mellan pipetten och den nedre ventilen. När den öppnas, sugs luft in från omgivningen, och vätskan rinner ut ur pipetten. Ventilerna består av små glaskulor som sitter i gummirören - när man klämmer åt röret vid en kula (kläm inte mitt på utan "lite vid sidan om") ändrar röret form och luft kan passera vid sidan om kulan. Vid användning av en Peleusboll måste man vara försiktig så att man inte får upp vätska i bollen (den är dessutom mycket svår att göra ren och torr igen).
Peleusbollen uppfanns i början av 1930-talet av den tyske medicinaren Friedrich Pels Leusden (1899-1976) vid Hygienisches Institut der Universität Kiel. Namnet bildades ur hans båda efternamn: Pels Leusden och syftar således inte i första hand på Akilles far Peleus i den grekiska mytologin. Den tillverkades därefter av en filial i Berlin (som tillverkade och sålde laboratoriematerial) till Ernst Leitz GmbH, vars innehavare (före andra världskriget) Franz Bergmann sände in en patentansökan 1951 (vilken beviljades 1953).